# Beït (poésie)
Un beït (beit, beyt ou bait, ce qui signifie « maison » en arabe) est une unité métrique minimale de la poésie orientale en langue arabe, persane, ourdou, sindhi, turque, et en langues de leurs différentes familles (dont l'écriture s'effectue en caractères arabes), composée de deux hémistiches qui forment un distique exprimant la conclusion d'une pensée. Les deux hémistiches d'égale longueur sont formés de deux, trois ou quatre pieds. Ce peut être un vers en soi ou bien formant plusieurs robāʿīyāt (رباعيات) ou un ghazel. On le retrouve aussi dans les kassides (قصیده) et autres formes lyriques orientales. 
Dans les manuscrits anciens, les deux hémistiches sont séparés d'une césure sous la forme d'une petite étoile d'une autre encre ou d'une autre couleur, ou le plus souvent aujourd'hui d'un espace:
Le schéma est le suivant:
```
***********     ************  beït
misra                 misra

```

Exemple de métrique persane:
chour-o charâb-é 'echq-é to ân nafasam ravad sé zar //
kîn saré por havâ chavad khâk-é dar-é sarây-é to
man ké maloul gachtamî az nafas-é féréchtégan //
qâl-o maqâl-é 'âlamî mîkecham az barây-é to
(La rime est arây-é to)
Le trouble de vin d'amour pour toi sortira de ma tête à l'instant //
où cette tête pleine de passion sera poussière à la porte de ton palais
Moi qui me serais lassé du souffle des anges // 
je souffre les vaines paroles du monde pour toi
Dans les traductions de langues occidentales s'écrivant de gauche à droite, le distique est écrit en deux strophes, afin de ne pas exagérer la longueur.